# Bellini (Band)
Bellini ist eine deutsche Popgruppe, die Mitte der 1990er Jahre gegründet wurde. Der Name der Band stammt vom ehemaligen Kapitän der brasilianischen Männerfußballnationalmannschaft, Hilderaldo Bellini, der sein Team 1958 erstmals zum Weltmeistertitel führte.

## Mitglieder
Um die bereits veröffentlichten Lieder, die von Gottfried Engels und Ramon Zenker, auch bekannt als The Bellini Brothers, produziert wurden, auf der Bühne präsentieren zu können, wurde Anfang 1997 der Tänzer Mustafa Makhloufi (* 1974 oder 1975 in Marokko) sowie die vier Tänzerinnen Tanja Niethen (* 1973 in Siegburg), Dandara Santos-Silva (* 1970 oder 1971 in Brasilien), Onni Khoei-Arsa (* 1974 oder 1975 in Thailand) und Dewi Sulaeman (* 1979 oder 1980 in Indonesien) gecastet. Im Sommer 1997 verließ Mustafa Bellini, im Oktober 1998 gründeten Niethen und Santos-Silva mit der Engländerin Mel Roberts das Trio Bellissima. Auch Sulaeman trennte sich von der Gruppe, nachdem ihre Schwangerschaft publik wurde. 2004 heiratete Tanja Niethen den Musiker Joey Kelly, 2009 heiratete Dewi Sulaeman den Tennisspieler Philipp Petzschner. Onni Khoei-Arsa absolvierte eine Ausbildung zur Physiotherapeutin und eröffnete einen Beauty-Salon in Köln. Mustafa Makhloufi wurde 2007 mit seinem Tanzpartner Patrick Dräger Deutscher Meister im Equality Dancing.
1999 und 2000 wurden in Köln drei neue Tänzerinnen und Sängerinnen für Bellini gecastet. Zunächst wurden Sabrina Schmieder (* 1980 in Salzburg) und Fabiana Mitglieder der Formation. Von 2000 bis 2005 war auch Annemarie Warnkross Teil der Gruppe. Später kam Milena zu Bellini. Zeitweise war auch die Popkünstlerin Emilia Rizzo Mitglied der Gruppe.
Im Juni 2014 bestand die Gruppe aus den folgenden Mitgliedern: Maria Einfeldt (Stage School Hamburg, Musicaldarstellerin), Tracey Ellis und Myrthes Monteiro (aus São Paulo stammend, in Berlin lebend).

## Karriere
Ihren Durchbruch schafften Bellini 1997 mit der Single Samba de Janeiro, die sich weltweit über fünf Millionen Mal verkaufte. In Deutschland erreichte der Song Platz zwei der Singlecharts und hielt sich insgesamt 13 Wochen in den Top Ten. Bellini erhielten für dieses Lied einen Echo in der Kategorie Künstler/-in oder Gruppe national in der Rubrik Dance/Techno. Trotz des Titels ist das Stück kein echter Samba und ist auch in Brasilien nahezu unbekannt.
Diesen Erfolg konnte das Trio nicht mehr wiederholen. Ihre Nachfolgesingle Carnaval erreichte in Deutschland lediglich Platz 93 und die im Sommer 1998 veröffentlichte Single Me gusta la vida Platz 79. Nach einer dreijährigen Pause erschien im Sommer 2001 die Single Brazil. Auch sie erreichte nur Platz 71 in den deutschen Singlecharts. Im August 2007 erschien die Single Let’s Go to Rio. Für den Sommer 2008 wurde die Single Hot Hot Hot angekündigt, die jedoch erst später erschienen ist, zudem nicht als CD, sondern nur als Download.
Samba de Janeiro bzw. dessen eingängiger Melodie-Teil wurde während der Fußball-Europameisterschaft 2008 immer dann im Stadion abgespielt, wenn ein Tor erzielt wurde. 2009 trennte sich die Band. Sabrina Schmieder machte eine Ausbildung zur Kauffrau für audiovisuelle Medien und arbeitete 2013 als Immobilienberaterin in Berlin.
Für 2010 waren ein Best-of-Album sowie eine Neuaufnahme des Hits Samba de Janeiro geplant, welche aber nie erschienen. Die Band wurde 2013 anlässlich der Fußball-WM in Brasilien mit neuen Mitgliedern aufgestellt und eine Neuauflage von Samba de Janeiro veröffentlicht.
2014 wurde die gesamte Besetzung ausgewechselt. Die neu formierte Gruppe hatte im April 2014 mit dem Cover des auch 1997 von Frank Farian auf den Markt gebrachten Songs Tic Tic Tac Premiere im ZDF-Fernsehgarten. Am 9. Mai 2014 erschien die Single Samba do Brasil, eine Neuauflage von Samba de Janeiro. Das dazugehörige Album heißt Festival.

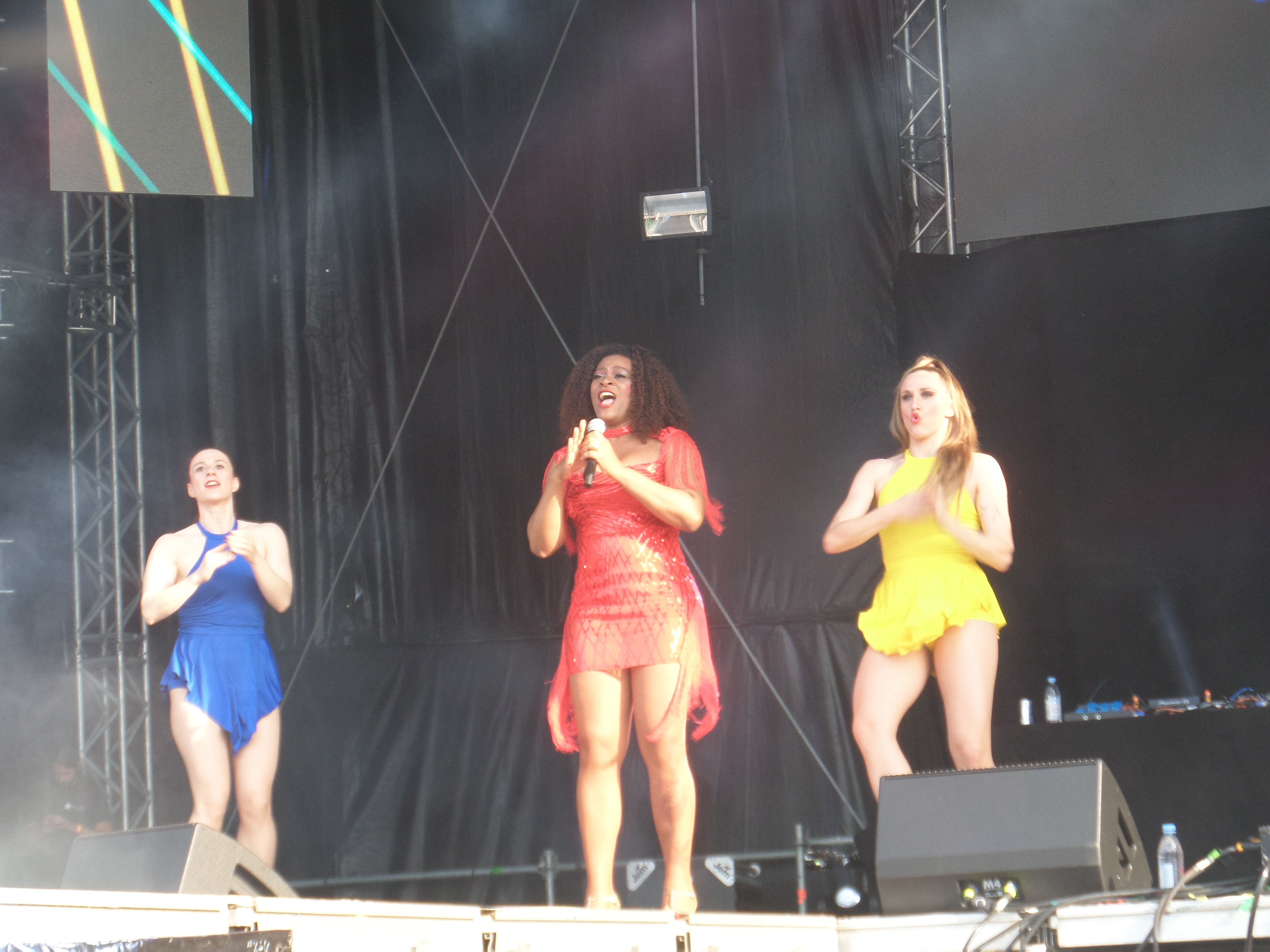
Bellini mit Original-Bandmitglied Dandara Santos-Silva (2019)

Seit Oktober 2018 tritt Bellini wieder mit dem Original-Bandmitglied Dandara Santos-Silva auf.

## Diskografie

### Studioalben
| Jahr | Titel                        | Höchstplatzierung, Gesamtwochen, AuszeichnungChartplatzierungen (Jahr, Titel, Platzierungen, Wochen, Auszeichnungen, Anmerkungen) | Höchstplatzierung, Gesamtwochen, AuszeichnungChartplatzierungen (Jahr, Titel, Platzierungen, Wochen, Auszeichnungen, Anmerkungen) | Höchstplatzierung, Gesamtwochen, AuszeichnungChartplatzierungen (Jahr, Titel, Platzierungen, Wochen, Auszeichnungen, Anmerkungen) | Anmerkungen                             |
| Jahr | Titel                        | DE | AT | CH | Anmerkungen                             |
| ---- | ---------------------------- | --- | --- | --- | --------------------------------------- |
| 1997 | Samba de Janeiro – The Album | DE63 (3 Wo.)DE | AT26 (4 Wo.)AT | CH47 (1 Wo.)CH | Erstveröffentlichung: 1. September 1997 |
| 2014 | Festival                     | — | — | — | Erstveröffentlichung: 17. Juni 2014     |

Kompilationen
- 2000: Samba de Janeiro: Non-Stop Best of Bellini

### Singles
| Jahr | Titel Album                                                 | Höchstplatzierung, Gesamtwochen, AuszeichnungChartplatzierungen (Jahr, Titel, Album, Platzierungen, Wochen, Auszeichnungen, Anmerkungen) | Höchstplatzierung, Gesamtwochen, AuszeichnungChartplatzierungen (Jahr, Titel, Album, Platzierungen, Wochen, Auszeichnungen, Anmerkungen) | Höchstplatzierung, Gesamtwochen, AuszeichnungChartplatzierungen (Jahr, Titel, Album, Platzierungen, Wochen, Auszeichnungen, Anmerkungen) | Höchstplatzierung, Gesamtwochen, AuszeichnungChartplatzierungen (Jahr, Titel, Album, Platzierungen, Wochen, Auszeichnungen, Anmerkungen) | Anmerkungen                                             |
| Jahr | Titel Album                                                 | DE | AT | CH | UK | Anmerkungen                                             |
| ---- | ----------------------------------------------------------- | --- | --- | --- | --- | ------------------------------------------------------- |
| 1997 | Samba de Janeiro Samba de Janeiro – The Album               | DE2 Platin · (22 Wo.)DE | AT3 Gold · (16 Wo.)AT | CH2 Gold · (22 Wo.)CH | UK8 Silber · (7 Wo.)UK | Erstveröffentlichung: 5. Mai 1997 Verkäufe: + 5.000.000 |
| 1997 | Carnaval Samba de Janeiro – The Album                       | DE93 (1 Wo.)DE | — | — | — | Erstveröffentlichung: 26. Mai 1997                      |
| 1998 | Me gusta la vida Samba de Janeiro: Non-Stop Best of Bellini | DE79 (2 Wo.)DE | AT30 (2 Wo.)AT | CH46 (2 Wo.)CH | — | Erstveröffentlichung: 20. Juli 1998                     |
| 2001 | Brazil –                                                    | DE71 (1 Wo.)DE | — | CH79 (4 Wo.)CH | — | Erstveröffentlichung: 13. September 2001                |
| 2004 | Tutti Frutti –                                              | — | — | CH78 (2 Wo.)CH | — | Erstveröffentlichung: 6. Februar 2004                   |
| 2007 | Let’s Go to Rio Festival                                    | DE99 (1 Wo.)DE | — | — | — | Erstveröffentlichung: 24. August 2007                   |

Weitere Singles
- 1999: Saturday Night
- 2000: Arriba Allez
- 2000: Samba de Amigo vs. Samba de Janeiro (Promo)
- 2004: Magalenha (mit Mendonca Do Rio)
- 2006: Samba 2006
- 2007: Samba 2007
- 2008: Hot Hot Hot
- 2010: Samba All Night
- 2014: Samba do Brasil
- 2015: Tic Tic Tac

## Auszeichnungen für Musikverkäufe
| Goldene Schallplatte - Belgien - 1997: für die Single Samba de Janeiro - Frankreich - 1997: für die Single Samba de Janeiro - Italien - 2024: für die Single Samba de Janeiro |

Anmerkung: Auszeichnungen in Ländern aus den Charttabellen bzw. Chartboxen sind in ebendiesen zu finden.
| Land/RegionAuszeichnungen für Musikverkäufe (Land/Region, Auszeichnungen, Verkäufe, Quellen) | Silber  | Gold     | Platin  | Verkäufe | Quellen           |
| -------------------------------------------------------------------------------------------- | ------- | -------- | ------- | -------- | ----------------- |
| Belgien (BRMA)                                                                               | —       | Gold1    | —       | 20.000   | ultratop.be       |
| Deutschland (BVMI)                                                                           | —       | —        | Platin1 | 500.000  | musikindustrie.de |
| Frankreich (SNEP)                                                                            | —       | Gold1    | —       | 100.000  | snepmusique.com   |
| Italien (FIMI)                                                                               | —       | Gold1    | —       | 50.000   | fimi.it           |
| Österreich (IFPI)                                                                            | —       | Gold1    | —       | 25.000   | ifpi.at           |
| Schweiz (IFPI)                                                                               | —       | Gold1    | —       | 25.000   | hitparade.ch      |
| Vereinigtes Königreich (BPI)                                                                 | Silber1 | —        | —       | 200.000  | bpi.co.uk         |
| Insgesamt                                                                                    | Silber1 | 5× Gold5 | Platin1 |          |                   |